# Ферв'ю (Західна Вірджинія)
Ферв'ю (англ. Fairview) — місто (англ. town) в США, в окрузі Меріон штату Західна Вірджинія. Населення — 373 особи (2020).

## Географія
Ферв'ю розташований за координатами 39°35′34″ пн. ш. 80°14′48″ зх. д. / 39.59278° пн. ш. 80.24667° зх. д. (39.592703, -80.246765).  За даними Бюро перепису населення США в 2010 році місто мало площу 0,72 км², уся площа — суходіл.

## Демографія
Згідно з переписом 2010 року, у місті мешкало 408 осіб у 173 домогосподарствах у складі 117 родин. Густота населення становила 563 особи/км².  Було 199 помешкань (275/км²).
Расовий склад населення:
| - 98,8 % — білих - 0,2 % — корінних американців |

До двох чи більше рас належало 1,0 %. Частка іспаномовних становила 0,2 % від усіх жителів.
За віковим діапазоном населення розподілялося таким чином: 21,1 % — особи молодші 18 років, 55,1 % — особи у віці 18—64 років, 23,8 % — особи у віці 65 років та старші. Медіана віку мешканця становила 45,9 року. На 100 осіб жіночої статі у місті припадало 93,4 чоловіків;  на 100 жінок у віці від 18 років та старших — 94,0 чоловіків також старших 18 років.
Середній дохід на одне домашнє господарство  становив 40 837 доларів США (медіана — 34 583), а середній дохід на одну сім'ю — 48 415 доларів (медіана — 45 833). Медіана доходів становила 45 250 доларів для чоловіків та 36 250 доларів для жінок. За межею бідності перебувало 12,8 % осіб, у тому числі 10,0 % дітей у віці до 18 років та 1,0 % осіб у віці 65 років та старших.
Цивільне працевлаштоване населення становило 110 осіб. Основні галузі зайнятості: науковці, спеціалісти, менеджери — 20,9 %, освіта, охорона здоров'я та соціальна допомога — 19,1 %, публічна адміністрація — 11,8 %, роздрібна торгівля — 10,9 %.